# M 35 (звёздное скопление)
M 35 (также известно как Мессье 35 и NGC 2168) — рассеянное звёздное скопление, расположено на расстоянии 2800 св.лет в направлении на созвездие Близнецов. Его возраст оценивается в 110—150 млн лет. Это относительно разреженное скопление: область размером 3,75 парсек содержит массу от 1600 до 3200 солнечных масс. Скопление приближается к нам со скоростью 5 км/с.

## История открытия
Скопление описано Гемином под названием «Подошва». Позднее оно было описано Жаном Филиппом де Шезо в 1745 году и независимо переоткрыто Джоном Бевисом до 1750 года.

## Наблюдения

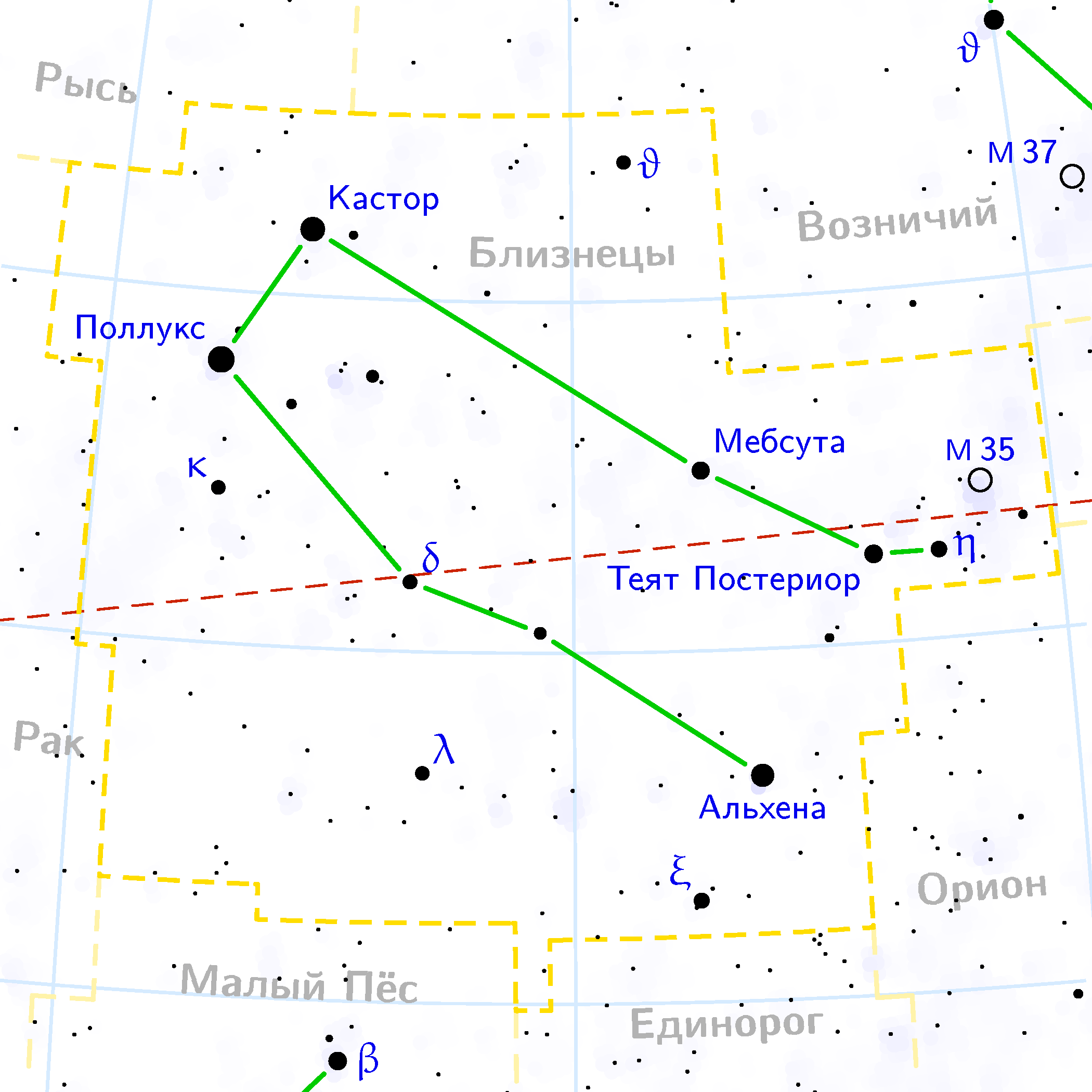
Рассеянное скопление M 35 находится в Созвездии Близнецов

M 35 расположено на самом западном конце созвездия Близнецов. Лучшее время для наблюдений — зима. На хорошем темном небе скопление с некоторым трудом можно рассмотреть и невооруженным глазом — оно лежит в северной вершине почти равнобедренного треугольника с боковой стороной η Gem — 1 Gem. В бинокль скопление видно как диффузное пятно с несколькими погруженными в него тусклыми звездочками. В средней апертуры (150 мм) телескоп скопление рассыпается на десятки разных по яркости белых звезд хаотически разбросанных по полю зрения.
У скопления есть особенность. Примерно в полуградусе от него на юго-запад расположено неяркое компактное пятнышко NGC 2158, которое неопытные наблюдатели иногда принимают за вновь открытую ими комету. При апертуре телескопа от 250 мм, эта «комета» при большом увеличении разрешается примерно на десять очень тусклых звездочек, а ещё более крупные телескопы показывают десятки звезд в этом далёком рассеянном скоплении.
В пределах нескольких градусов от М35 расположены несколько газо-пылевых туманностей (IC444, NGC 2175), удобных для художественного астрофотографирования вместе со скоплением в фокусах около 100—300 мм.  

### Соседи по небу из каталога Мессье
- M 1 — (на запад в созвездии Тельца) знаменитая «Крабовидная» туманность;
- M 36, M 37, M 38 — (на северо-запад, в созвездии Возничего) яркие рассеянные скопления;
- M 78, M 42, M 43 — (к югу, в созвездии Ориона) яркие диффузные туманности

### Последовательность наблюдения в «Марафоне Мессье»
…M 36 → M 37 → M 35 → M 41 → M 50…